# 小行星16116
小行星16116（16116 Balakrishnan）是一颗绕太阳运转的小行星，为主小行星带小行星。该小行星于1999年12月6日发现。

## 轨道参数
小行星16116的轨道半长轴为2.4016048 UA，离心率为0.239。